# Hamavouna
Hamavouna är en ort i Komorerna.   Den ligger i distriktet Moheli, i den västra delen av landet, 100 km sydost om huvudstaden Moroni. Hamavouna ligger 91 meter över havet och antalet invånare är 778. Den ligger på ön Mohéli.
Terrängen runt Hamavouna är kuperad åt nordväst, men österut är den platt. Havet är nära Hamavouna åt sydost.  Närmaste större samhälle är Fomboni, 14,7 km nordväst om Hamavouna. 